# Lettische Sozialdemokratie
Die Partei Lettlands Sozialdemokratie (Latvijas sociāldemokrātija; LSD) war eine unabhängige Regionalorganisation der russischen sozialdemokratischen Arbeiterpartei, am 23. April 1906 entstanden durch Umbenennung der Lettischen Sozialdemokratischen Arbeiterpartei. Sie verfügte 1907 über 16.000 Mitglieder. Allerdings ging die Zahl der Mitglieder nach der Einführung des Kriegsrechts und der Massenverhaftungen nach der gescheiterten Revolution von 1905 stark zurück und sank bis auf 2000 Mitglieder im Jahr 1911. Mit der Industrialisierung ab etwa 1910 wuchs die Partei wieder, aber der Erste Weltkrieg brachte einen weiteren Niedergang bis auf 500 Mitglieder im Jahr 1916. Das Zentralkomitee der LSD geriet 1915 unter die Kontrolle der Bolschewiki, die Menschewiki hingegen, die aus der Partei ausgeschlossen worden waren, gründeten am 17. Juni 1918 erneut eine demokratische LSDSP.